# Ludovic Obraniak
Ludovic Obraniak (Longeville-lès-Metz, 10 november 1984) is een Frans-Pools voetbalcoach en voormalig profvoetballer die bij voorkeur als middenvelder speelde.

## Clubcarrière
Obraniak sloot zich op vijfjarige leeftijd aan bij UL Plantières, een voetbalclub uit Plantières-Queuleu, een voorstad van Metz. Op dertienjarige leeftijd stapte hij over naar FC Metz, waar hij vijf seizoenen in het eerste elftal speelde. In de winterstop van 2006/07 verdiende hij een transfer naar de Franse subtopper Lille OSC, waar hij gebruikt werd in een ruil met Daniel Gygax. In 2011 werd hij landskampioen met Lille. Datzelfde jaar won Lille ook de Coupe de France.
In de winterstop van 2011/12 verhuisde de middenvelder naar Girondins de Bordeaux. Op 12 januari 2012 werd hij voor 3,5 seizoenen gecontracteerd. Zijn tot de zomer van 2012 lopende contract werd afgekocht met 1 miljoen euro.
In januari 2014 werd hij voor anderhalf miljoen euro verkocht aan het Duitse Werder Bremen, waar hij een contract tot 2016 ondertekende. Toen hij daar door trainer Viktor Skripnik weinig gebruikt werd, trok hij tijdens de winterstop uitgeleend aan de Turkse eersteklasser Çaykur Rizespor. Toen hij bij zijn terugkeer bij Werder Bremen bij de jeugd moest trainen, ging Obraniak op zoek naar een nieuwe club. Op 25 augustus 2015 tekende hij bij Maccabi Haifa. Op het einde van het seizoen won hij met deze club de Beker van Israël. Nadat de club in de Europa League vroegtijdig werd uitgeschakeld door Nõmme Kalju FC en trainer Ronny Levy daarop ontslagen werd, verbrak hij er in augustus 2016 in onderling overleg zijn contract. Nadien speelde hij nog twee seizoenen voor AJ Auxerre in de Ligue 2. In oktober 2018 kondigde hij zijn afscheid aan.

## Interlandcarrière
De grootvader van Obraniak was een Poolse immigrant in Frankrijk, kleinzoon Ludovic had tot 5 juni 2009 enkel de Franse nationaliteit. Toen verkreeg hij ook de Poolse. Hij werd prompt opgeroepen door de Poolse bondscoach Leo Beenhakker. Op 12 augustus 2009 maakte hij tijdens zijn eerste interland tegen Griekenland meteen zijn eerste twee interlandgoals. In 2012 nam hij met Polen deel aan het EK 2012.

## Trainerscarrière
In het seizoen 2020/21 was Obraniak assistent-trainer bij IC Lambersart, een club op het zevende niveau van het Franse voetbal. In juni 2021 werd hij hoofdtrainer van Le Touquet AC uit de Championnat National 3.

## Erelijst
| Competitie       |        |         |       |       |
| Competitie       | Aantal | Jaren   |       |       |
| Lille            | Lille  | Lille   | Lille | Lille |
| ---------------- | ------ | ------- | ----- | ----- |
| Kampioen Ligue 1 | 1x     | 2010/11 |       |       |
| Coupe de France  | 1x     | 2010/11 |       |       |
| Bordeaux         |        |         |       |       |
| Coupe de France  | 1x     | 2012/13 |       |       |
| Maccabi Haifa    |        |         |       |       |
| Beker van Israël | 1x     | 2015/16 |       |       |